# زولتسهایم
زولتسهایم (به آلمانی: Sulzheim) یک شهر در آلمان است که در بایرن واقع شده‌است.

## خصوصیات
زولتسهایم ۲۶٫۷۷ کیلومترمربع مساحت دارد ۲۲۷ متر بالاتر از سطح دریا واقع شده‌است.

## نگارخانه

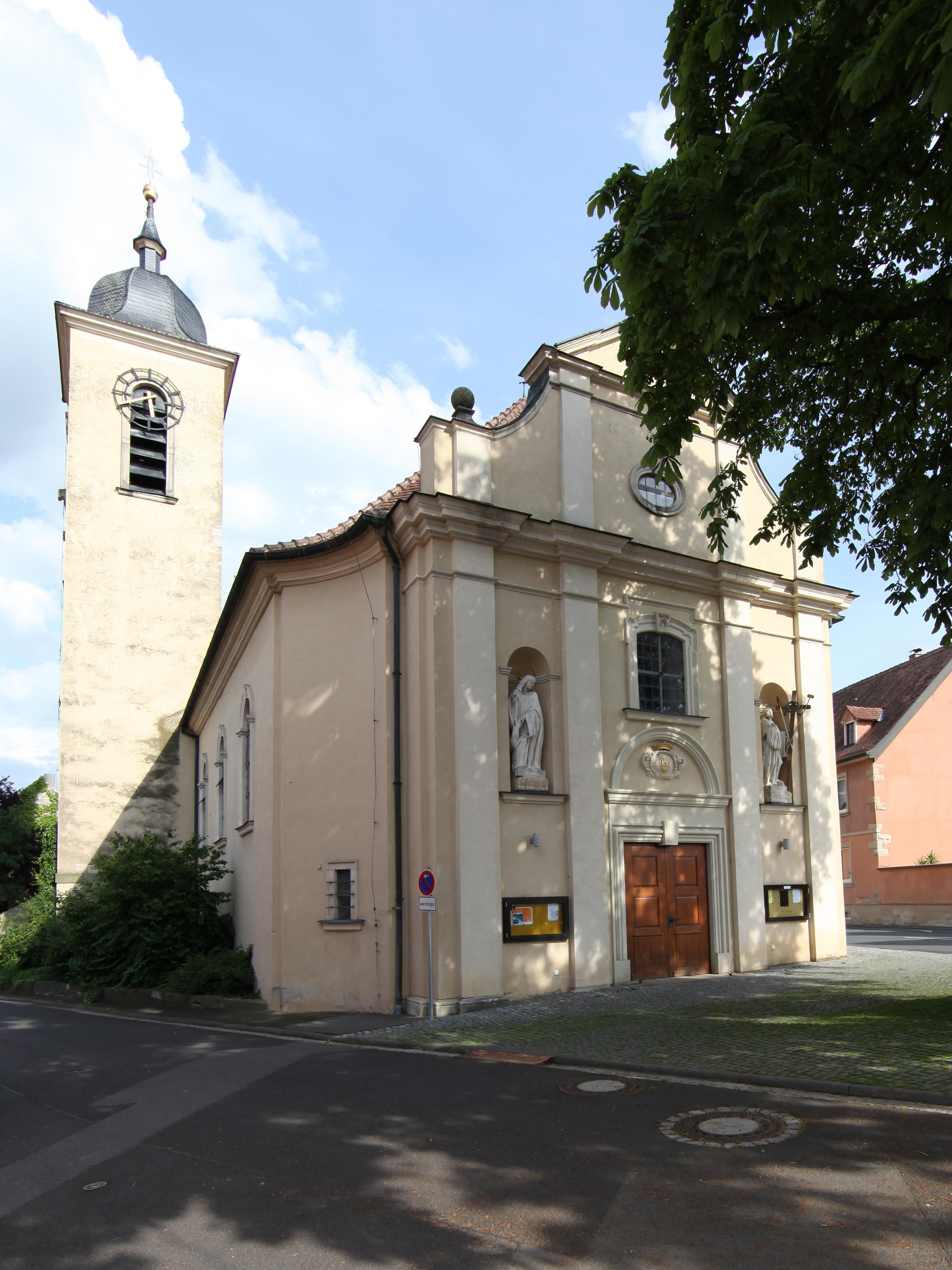
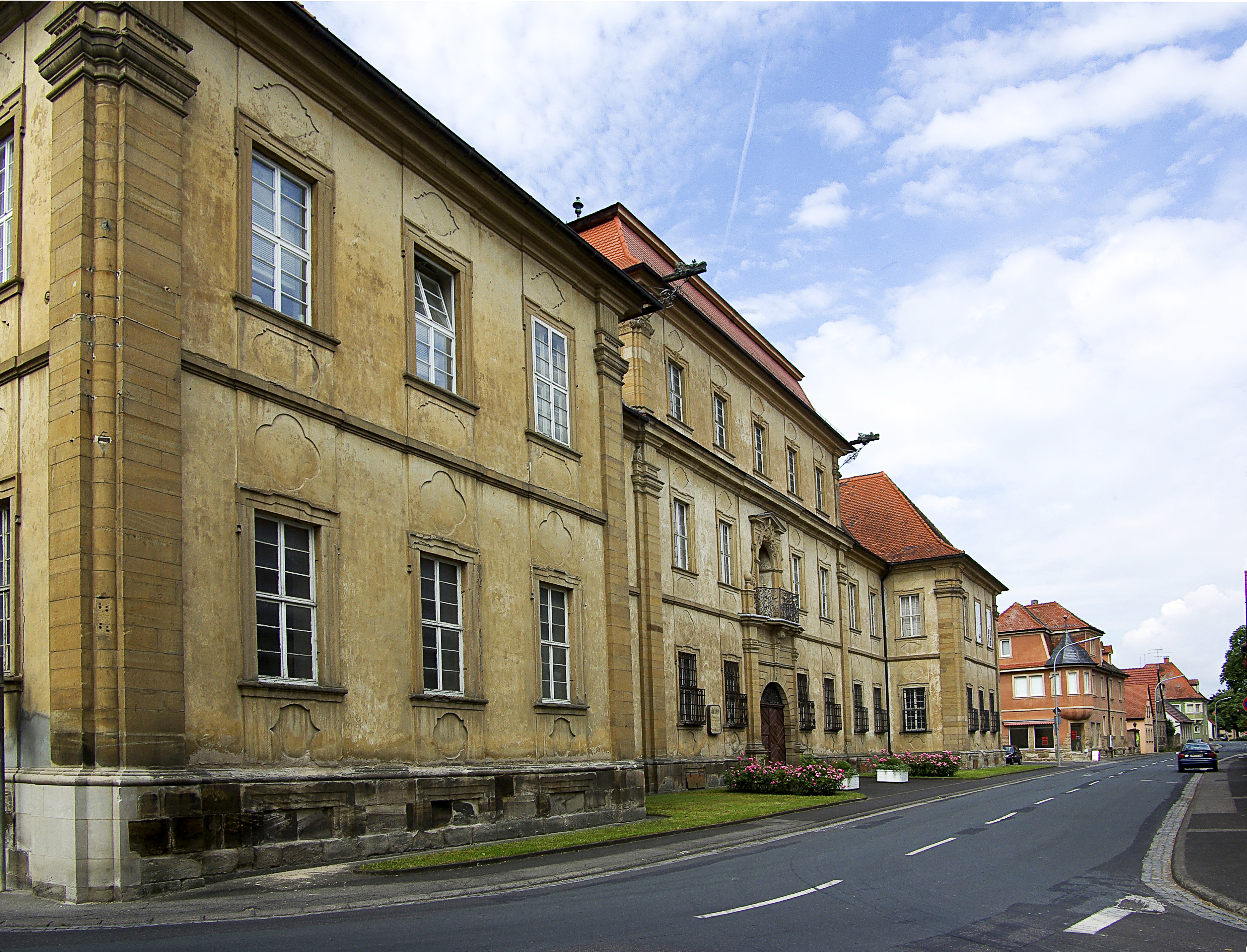